# Hôtel Grasset
Pour les articles homonymes, voir Grasset.
L'Hôtel Thomas ou Grasset est un hôtel particulier de la ville de Dijon situé dans son secteur sauvegardé.

## Histoire
L'hôtel Grasset est classé au titre des monuments historiques par arrêté du 22 juillet 1980 pour ses façades et toitures, et les plafonds des salons.
Cet hôtel fut construit en 1767, il abrita au XIXe siècle le quartier général de la 18ème division militaire avant d'être racheté par Ernest Grasset, conseiller à la Cour, puis président. Depuis 1996 le rez-de-chaussée accueille la maison de Rhénanie-Palatinat destinée à la promotion et au développement des relations franco-allemandes.

## Galerie

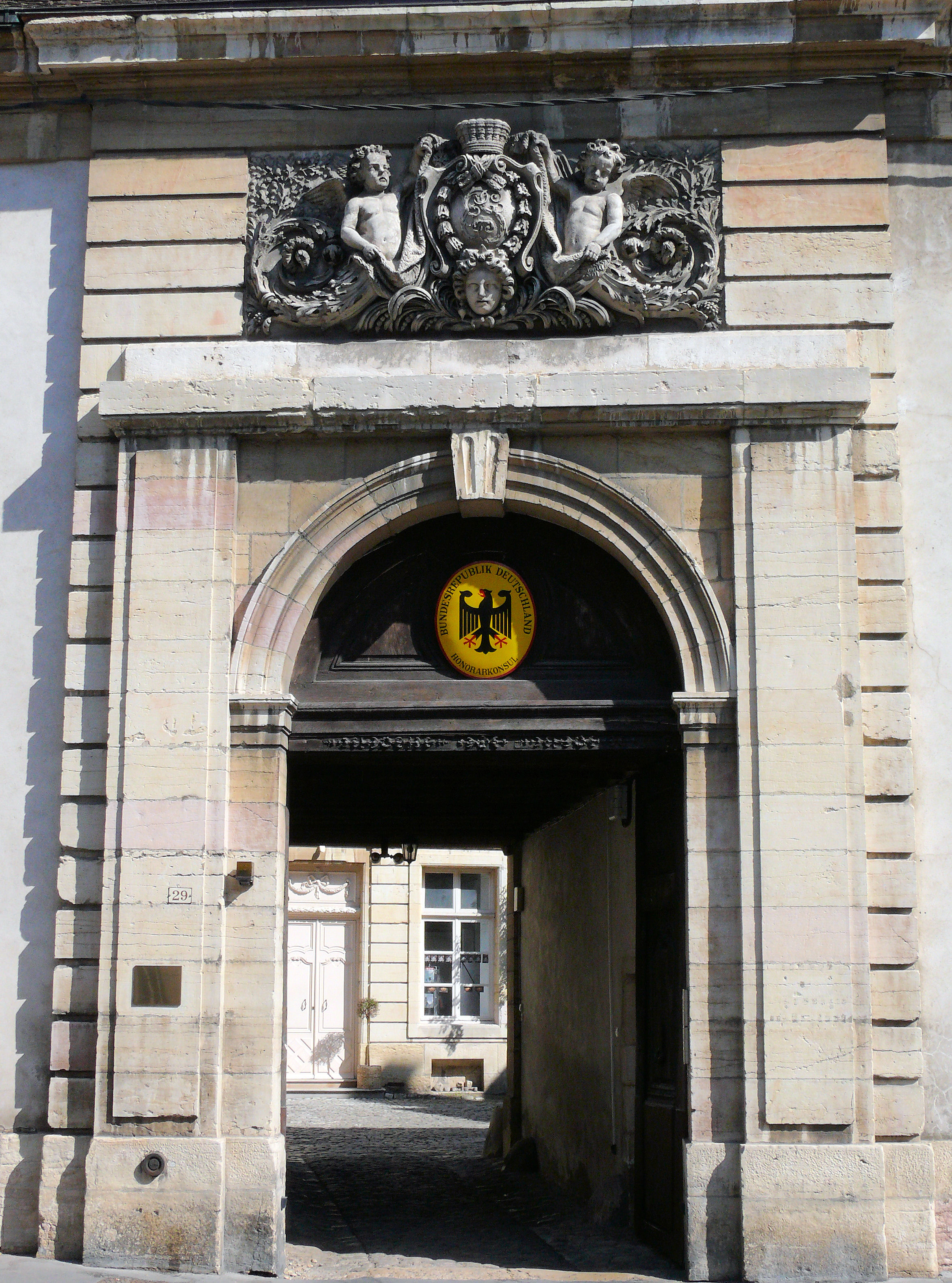
Porche de l'hôtel Grasset
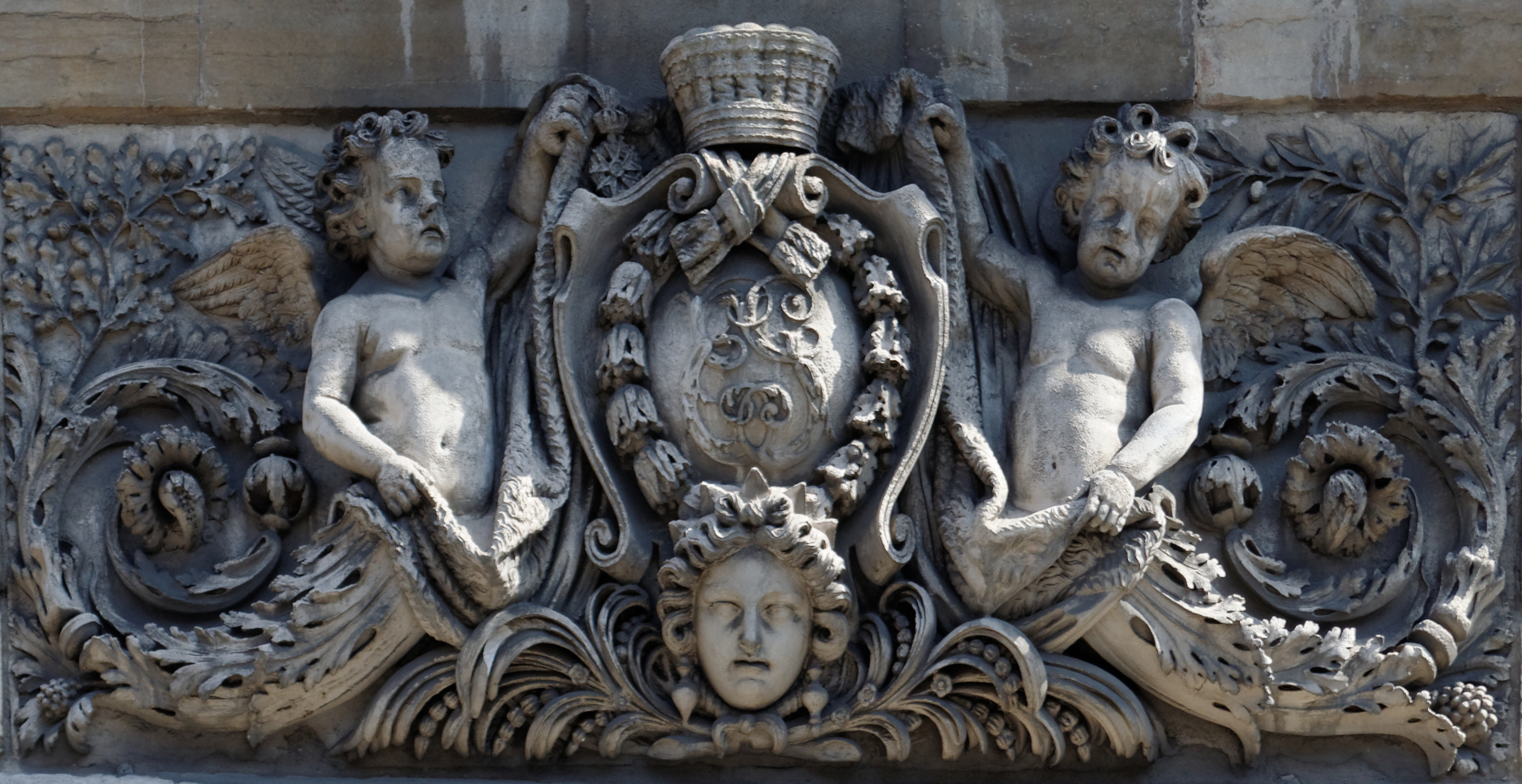
Détail de l'hôtel Grasset